# Manuel dos Santos
Manuel dos Santos Filho, född 22 februari 1939 i São Paulo, är en brasiliansk före detta simmare.
Han blev olympisk bronsmedaljör på 100 meter frisim vid sommarspelen 1960 i Rom.